# Stridsvagnar under andra världskriget
Denna artikel behandlar stridsvagnarnas historia under andra världskriget.

## Sammanfattning
Under andra världskriget genomgick stridsvagnen en mycket snabb och dramatisk utveckling, till stor del ledd av Tyskland och Sovjetunionen. De tidiga tyska stridsvagnarna var tekniskt underlägsna många av de som användes av deras motståndare vad gällde pansar och eldkraft. Det var i den taktiska användningen av stridsvagnarna som den tyska krigsmakten kom att dominera slagfälten under krigets första år. Den tyska doktrinen byggde på samverkan mellan olika truppslag med motoriserat infanteri och flygunderstöd. Denna taktik kom efter anfallet mot Polen att döpas till Blixtkrig. Denna "blixtkrigföring" nådde oväntade framgångar under genomförandet av Fall Gelb på västfronten. Doktrinen krävde att tyskarna utrustade sina stridsvagnar med radio, vilket gav dem ett övertag vad gällde ledning och samverkan. Däremot saknade så gott som alla franska lätta stridsvagnar radio. Detta berodde på att den franska doktrinen byggde på en långsammare och mer statisk krigföring med förutbestämda förflyttningar. Detta krävde färre radiostationer på alla nivåer. I allmänhet utklassade de franska stridsvagnarna de tyska 1940, både avseende beväpning och pansar, men den franska doktrinens brister i ledning och samverkan gjorde att dessa fördelar spelade en mindre roll för fälttågets slutliga resultat.
Precis som under första världskriget experimenterades det med stridsvagnarnas storlek. Bland de tyngsta vagnarna fanns USA:s T-28 på 95 ton (egentligen en pansarvärnskanonvagn) och den tyska Panzer VIII Maus som vägde hela 188 ton. Båda dessa tillverkades bara i två exemplar vardera och ingen av dem såg strid. Trenden gick dock mot allt tyngre stridsvagnar allt eftersom kriget fortskred. 1939 hade de flesta vagnar en pansartjocklek på 30 mm eller mindre och kanoner med en maximal kaliber på mellan 37 och 47 mm. En medeltung stridsvagn vägde 1939 omkring 20 ton. 1945 hade en genomsnittlig medeltung stridsvagn en pansartjocklek på 100 mm, kanon med en kaliber mellan 75 och 85 mm och vägde 30-45 ton. Lätta stridsvagnar, som dominerade i början av kriget, förlorade alltmer i betydelse och användes endast för begränsade uppgifter vid krigsslutet.
Torn var redan innan andra världskriget vanliga men inte allmänt förekommande på stridsvagnar. Under kriget kom de emellertid att anses vara väsentliga för en framgångsrik stridsvagn. Det blev allmänt vedertaget att för att kunna bekämpa bepansrade mål måste en stridsvagnskanon vara så stor och kraftfull som möjligt vilket ledde till att stridsvagnar försågs med en kraftig huvudkanon med ett skottfält på 360 grader. Genom att kanonen placerades i ett torn blev det även möjligt för stridsvagnen att skjuta från bakom skydd medan kanoner placerade direkt i stridsvagnskroppen medförde att en större del av vagnen måste exponeras för fientlig eld. Stridsvagnar med flera torn och kanoner, som den sovjetiska T-35, franska Char B, amerikanska M3 Lee och brittiska Cruiser Mk 1, blev allt mindre vanliga under krigets gång. Erfarenheten kom att visa att en stridsvagnsbesättning inte effektivt kunde kontrollera eldgivningen från flera olika vapen samtidigt. Dessutom gjorde nya kanoner med multipla användningsområden att behovet av flera olika typer av kanoner försvann. De flesta stridsvagnar behöll en kulspruta monterad i kroppen och en eller flera kulsprutor i tornet för att skydda vagnen från infanteri.
Det var under detta krig som stridsvagnar började utrustas med radio i allmän omfattning vilket avsevärt förbättrade deras ledning och samordning i strid. 1943 hade tvåvägsradio blivit så gott som allmän utrustning i stridsvagnar. Stridsvagnar började modifieras för att användas till ett stort antal olika uppgifter, bland annat minröjningsstridsvagnar och ingenjörsstridsvagnar. Specialiserade modeller som eldkastarvagnar, bärgningsvagnar för skadade stridsvagnar och ledningsvagnar med extra radioapparater användes också. Vissa av dessa typer finns idag kvar som andra klasser av pansarfordon och betraktas inte längre som "stridsvagnar" i egentlig mening. Alla de större makterna utvecklade också olika typer av pansarvärnskanonvagnar och infanterikanonvagnar — pansarfordon med kraftigare kanoner men ofta tunnare pansar och utan torn. Vagnar med kanontorn är dyrare att tillverka än sådana utan torn. En trend under andra världskriget var att ta chassit från äldre, lättare stridsvagnar och montera kraftigare kanoner direkt i kroppen för att skapa pansarvärns- och infanterikanonvagnar. Så kunde till exempel den sovjetiska T-34 bära en 85 mm kanon i tornet men samma vagn kunde förses med en kanon på 100 mm i kroppen och kallades då SU-100. På samma sätt byggde tyskarna om sina omoderna Panzer II och försåg dem med en kraftigare 75 mm PAK 40 i den tornlösa öppna pansarvärnskanonvagnen Marder II.

## Tyskland
Huvudartikel: Tyska stridsvagnar under andra världskriget
Under första världskriget slutskede hade tyskarna enbart lyckats föra fram ett 20-tal stridsvagnar till fronten. När kriget tog slut infördes en rad restriktioner för att förhindra att Tyskland någon mera gång skulle kunna hota freden i Europa. Tyskland tilläts enbart hålla minimala styrkor för att upprätthålla ordningen i landet och stridsvagnar var bland den teknik som förbjöds. Den tyska militärledningen inledde ett antal hemliga samarbeten med olika länder i fråga om teknikutveckling och ett av dem, gällande stridsvagnar, slöts med Sovjetunionen. Mellan 1926 och 1933 samarbetade man därför med olika konstruktionerna vid en försöksplats vid Ural. 

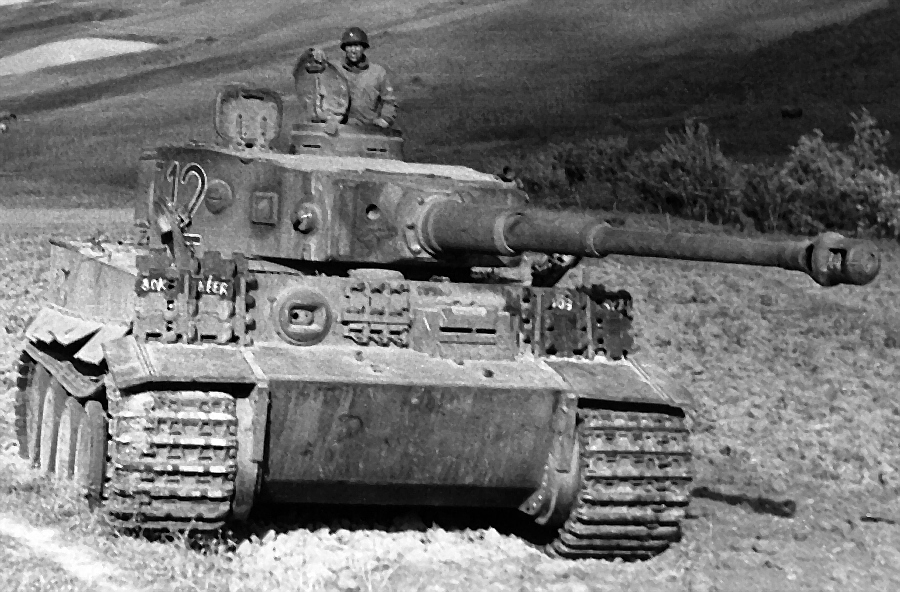
En tysk Tiger I-stridsvagn i Tunisien 1943.

Den tyska armén fick ett ypperligt tillfälle att testa sina teorier i det spanska inbördeskriget 1936-39 dit ett antal lätta stridsvagnar av typen Panzer I sändes för att strida på nationalistsidan. Motståndarsidan hade dock den betydligt mera kapabla sovjetiska stridsvagnen T-26 till sitt förfogande. Lärdomarna utnyttjades vist och nya designprogram inleddes.
Andra världskriget inleddes något för tidigt i fråga om utbyggnaden av de tyska pansartrupperna. Det var tänkt att pansardivisionerna skulle vara uppbyggda av två stridsvagnsmodeller, Panzer III och Panzer IV. På grund av bristen på stridsvagnar vid krigets utbrott var man tvungen att utnyttja de äldre skolvagnarna Panzer I och de lätta stridsvagnarna Panzer II för att fylla ut luckorna i leden. Därtill utnyttjades tjeckisktillverkade Panzer 35(t) och Panzer 38(t) som man fått tillgång till i och med annekteringen av staden Plzeň med Škodaverken i mars 1939.
Vid andra världskrigets utbrott hade därför tyskarna många bra konstruktioner vid sina förband. Dessa var inte nödvändigtvis bättre än motsvarande franska, brittiska och sovjetiska stridsvagnar, men framgångarna med vapenslaget kom från den nya doktrinen som tyskarna skulle bli mästare på - blixtkrig.
Blixtkrigstaktiken innebar att man bröt sig igenom fiendens linjer i dess svaga punkter med starka, lokalt koncentrerade styrkor som var mycket mobila, snabba och eldkraftiga. Dessa trupper understöddes av taktiskt bombflyg. När ett genombrott uppnåddes inringades fienden och mindre mobila enheter tog hand om de instängda fiendestyrkorna medan de rörliga trupperna frigjordes för andra uppdrag. Framgången berodde också mycket på att mycket ansvar lades på underofficerarna som förväntades ta egna beslut i stridens hetta. Detta möjliggjorde en mycket flexibel krigföring.
Kärnan i blixtkrigstaktiken var de tyska stridsvagnsstyrkorna, eller Panzertruppe. Dessa pansardivisioner bestod av två pansarregementen och två motoriserade eller mekaniserade infanteriregementen. Alla delar i en pansardivision var mobila. Som understöd ingick självgående artilleri, självgående pansarvärn och pansarbilar för spaning. Efter kampanjerna i Polen och i Frankrike kom pansardivisionerna att minska i storlek för att möjliggöra skapandet av nya divisioner, som enbart hade ett pansarregemente per division.
Den tyska invasionen av Sovjetunionen skulle inledningsvis vara mycket framgångsrik. Nya sovjetiska stridsvagnskonstruktioner, såsom KV-1 och T-34 skulle dock tvinga fram en utveckling av befintliga stridsvagnstyper och ett antal nykonstruktioner. Både Pz III och Pz IV utvecklades i den mån konstruktionen tillät, bland annat tillfördes extra pansar och kraftigare bestyckning. För att komma vidare var man dock tvungen att utveckla helt nya konstruktioner. Två av de mest berömda stridsvagnarna Tiger och Panther togs därför fram - den förra som ett svar på de tunga sovjetiska stridsvagnarna som verkat så traumatiskt osårbara för Panzer III:orna och IV:orna, den senare genom att ta lärdom av T-34:ans sluttande pansar och breda larvband och genom att tillföra den ypperliga tyska 75 mm KwK 42 L/70-kanonen (som på grund av sin högre mynningshastighet hade bättre penetrationsförmåga än den 88 mm KwK 36 L/56-kanon som användes av Tigern). Tigerns tjocka pansar kom dock att bidra till den legendariska status som stridsvagnen fick på alla slagfält där den deltog. Det var inte ofta som de totalförstördes genom fientlig handling, utan oftast förstördes de av de egna besättningarna vid övergivandet av en immobiliserad stridsvagn (vid till exempel bränslebrist eller avsprängt larvband). Vid en offensiv situation skulle dessa ha reparerats och återinsatts i förbanden, men under reträttstrider var detta inte möjligt och vagnarna förstördes av egna besättningar så att de inte skulle kunna utnyttjas av fiendestyrkor.
Tyska stridsvagnskonstruktioner var ofta effektiva och av bra kvalitet - de dominerade slagfälten ifall oddsen var jämna tack vare bra utrustning och bra ledarskap. Nackdelen var att stridsvagnarna både var dyra och komplicerade och därför tillverkades i relativt litet antal (i jämförelse med sovjetiska T-34:or och amerikanska M4 Sherman). En lösning var att tillverka olika typer av infanterikanonvagnar (däribland modellerna StuG III, StuG IV och StuH 42). Dessa vagnar som saknade rörligt torn var betydligt enklare att tillverka och betydligt billigare, ett stort antal av dessa deltog i strid och ersatte även egentliga stridsvagnar i vissa pansardivisioner. En annan fördel var att dessa utnyttjade chassin från äldre stridsvagnsmodeller och de gamla produktionslinjerna kunde då fortsätta utan större modifikationer. Och att infanterikanonvagnar är bättre lämpad för defensiva strider där du vet vara fienden kommer att komma ifrån.

## Storbritannien
Huvudartikel: Brittiska stridsvagnar under andra världskriget

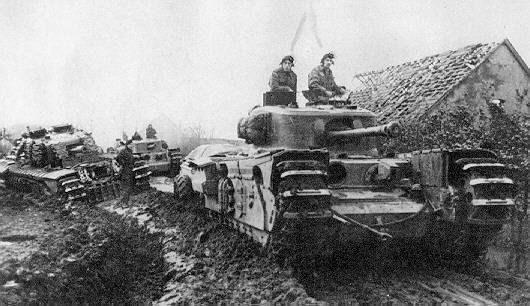
En Mk IV Churchill (A22) infanteristridsvagn

Under första världskriget hade Storbritannien lett utvecklingen inom stridsvagnsvärlden. Detta försprång skulle stegvis förloras under mellankrigstiden. Detta berodde mycket på den taktik som man tillämpade.
Den brittiska stridsvagnsdoktrinen skiljde sig markant från den tyska i början av kriget. Detta trots att ett par av de främsta experterna på stridsvagnstaktik och mobil krigföring - fäderna till blixtkrigstaktiken - J.F.C. Fuller och Sir Liddell Hart var britter. Den senares ovänskap med den brittiska militärledningen var en av orsakerna till varför en annan doktrin anammades.
Den brittiska stridsvagnsdoktrinen gick i huvuddrag ut på att stridsvagnar antingen skulle användas utspridda, för direkt understöd av infanteriet eller samlade för anfall på djupet. Fram till mitten av 1940-talet hade Storbritannien därför så kallade infanteristridsvagnar och "kryssarstridsvagnar" (engelska: Cruiser Tanks) för de två uppgifterna. I de flesta andra stater gjorde man i stället en indelning i tre viktklasser, tunga, medeltunga och lätta stridsvagnar.
Resultatet av denna indelning var en serie dåligt beväpnade, mekaniskt otillförlitliga konstruktioner såsom kryssarstridsvagnarna A9, A10 och Crusader (A15). Infanteristridsvagnarna Matilda (A11) och Matilda II (A12) lämpade sig enbart för spaningsuppdrag på grund av sin lätta konstruktion. Några bra konstruktioner togs dock fram under kriget, däribland Valentine, Churchill (A22), Cromwell (A27M) och Comet I (A34). Valentine var en tillförlitlig, tungt bestyckad stridsvagn för infanteriunderstöd som användes framgångsrikt i ökenkriget och av den Röda armén som en lätt stridsvagn. Churchill hade tjockt pansar och god terränggående kapabilitet. Cromwell var jämförbar med den amerikanska M4 Sherman och den tyska Panzer IV i de flesta aspekter. Denna stridsvagn kom dock enbart att tas i bruk i mindre skala under 1944. Comet I var en utmärkt konstruktion som enbart deltog under krigets sista månader. 
Från och med mitten av 1942 kom de flesta brittiska stridsvagnsenheterna att utrustas med amerikansktillverkade fordon såsom den lätta stridsvagnen Stuart och de medeltunga stridsvagnarna Lee (eller dess "Grant"-variant) och ersättaren Sherman.  
Omedelbart före och under kriget producerades ett stort antal prototypstridsvagnar och modifierade konstruktioner för olika specialuppdrag (se Hobart's Funnies). Till exempel utrustades Churchill AVRE med en 290 mm (11,4") granatkastare som användes för att förstöra byggnader och rensa hinder.

## Sovjetunionen
Huvudartikel: Sovjetiska stridsvagnar under andra världskriget
Sovjetunionen började och slutade kriget med fler stridsvagnar än hela resten av världen tillsammans. En vanlig missuppfattning är att större delen av dessa stridsvagnar var föråldrade, men faktum är att den vanligaste stridsvagnen i sovjetiska armén 1941 var T-26, utrustad med en 45 mm kanon som var fullt kapabel att slå ut tyska stridsvagnar på normalt stridsavstånd, många hade radio och designen var vettig ur mekanisk synpunkt, dock så var det svårt att vidareutveckla den. BT-serien av stridsvagnar använde Christies fjädring, hade vanligtvis samma kanon som T26 och var de rörligaste stridsvagnarna i världen. Närstödsversioner av båda vagnarna fanns, beväpnade med 76,2 mms haubitsar. Dock så var även BT svår att vidareutveckla. Röda armén hade också tillgång till tusentals spaningsstridsvagnar som den amfibiekapabla T-37 och T-38 som var baserade på den franska AMR tillverkad av Renault. Dessa vagnar hade dock begränsat stridsvärde, de hade hög mobilitet, men hade bara 7,62 mm kulsprutor och "kartong-pansar". Röda armén hade dessutom ca 400 T-28 mellantunga stridsvagnar som ur de flesta aspekter var likvärdiga med tyska Panzer VI. Även denna design var dock i slutet av sin utvecklingscykel. I slutet av 1930-talet hade Sovjet således en stridsvagnsflotta bestående av kompetenta stridsvagnar som dock var i slutet av sin utvecklingscykel och dessutom baserade på utländska varianter. Under kriget skulle man dock introducera några av de mest framgångsrika stridsvagnarna i kriget. Problemet med Röda arméns stridsvagnstrupper 1941 var inte kvaliteten på stridsvagnarna utan dåligt underhåll, usel beredskap och bristen på kompetent befäl som orsakats av Stalins utresningar. Man hade 1940 introducerat en avancerad stridsvagnsdoktrin som man helt enkelt inte var kapabel att sätta i verket. 
Vid krigets början hade Röda armén satt igång två närstående projekt som syftade till att organisera om de mekaniserade trupperna och modernisera utrustningen med utgångspunkt från erfarenheter hämtade från spanska inbördeskriget och vinterkriget. En del av dessa moderniseringar skulle bli banbrytande.
Flera utmärkta konstruktioner hade just gått ut i produktion under 1940-41. Den mest betydande skulle bli T-34. Denna stridsvagn var från början tänkt som efterföljaren till BT-serien, men med sitt tunga pansar och kraftiga kanon blev den den bästa mellantunga stridsvagnen under första halvan av kriget. T-34:an ersatte nästan alla andra sovjetiska stridsvagnar. Originaldesignen visade sig så bra att den hängde med ända till krigsslutet, uppgraderad med kraftigare kanoner, nya torn och andra modifikationer. 
Den andra betydelsefulla Sovjetiska designen var KV-vagnarna. Dessa var beväpnade med samma utmärkta 76,2 mms kanon som T-34 och hade samma diesel-motor. Skillnaderna fanns i KV:ns betydligt kraftigare pansar och torsionsstänger. KV var långsamma stridsvagnar, tänkta att användas för genombrytning. Till exempel så hade understödsversionen av KV-2 en 152 mms haubits. KV-serien var Sovjets huvudsakliga tunga stridsvagn fram till 1943 när produktionen avslutades och det inte fanns så många kvar i fält. Tidigt 1944 kom KV:ns efterträdare JS-2. JS-2 var lika tung som KV-1, men man hade flyttat det mesta av pansarskyddet till fronten vilket i kombination med lutningen gav ett mycket kraftigt pansarskydd. JS-2s efterföljare JS-3 dök upp i mitten på 1945 och var betydligt mer strömlinjeformad än sin föregångare. Tornet var större och den vägde dessutom mindre än JS-2 fast den hade tjockare pansar (JS-3 vägde under 50 ton, Tiger II vägde 68 ton, som jämförelse). JS-3s design hade stort inflytande på efterkrigskonstruktioner, som T-55 och T-62 och den tyska Leopard 1 samt amerikanska M48.
Den nya infanteriunderstödstanken 1941 kallades T-50, var beväpnad med en 45 mms kanon och hade utmärkt pansarskydd. Produktionsproblem med motorn ledde dock till att produktionen lades ner efter bara cirka 70 tillverkade exemplar. I slutändan blev T-26:ans ersättare i rollen som lätt spaningsvagn T-40 och den billigare, icke-vadande T-60. 
T-34:an gjorde ganska dåligt från sig i början, dels på grund av barnsjukdomar, men också på grund av den dåliga beredskapen, det usla underhållet, dålig träning, dålig ledning, samt att vagnchefen även måste agera skytt, då detta gjorde att han tappade översikt över slagfältet. Allt detta sammantaget gjorde att T-34:an, som när den kom utklassade alla tyska stridsvagnar rent tekniskt, inte lyckades åstadkomma så mycket som den hade potential att göra på slagfälten. Dock så tvingade T-34:an fram nyare tyska konstruktioner som Tiger I och Panther. Dessa vagnar var betydligt mer resurskrävande att bygga än till exempel Panzer III och Panzer IV vilket ledde till att Tyskland inte kunde hålla tillräckligt högt tempo på byggandet. De nya tyska vagnarna sporrade tack vare sin tekniska överlägsenhet dessutom både Sovjet och de allierade att uppgradera sina stridsvagnar, med reservationen att Sovjet lyckades betydligt bättre än de allierade med att bygga nåt som kunde matcha tyskarnas vagnar i vagn mot vagn-strid. Sovjets första svar var att uppgradera kanonen på T-34 till en 85 mms pjäs under vintern 1943-44. Detta kunde göras med bibehållen mobilitet. Med denna modifiering följde dessutom ett torn med plats för tre besättningsmän vilket gjorde att chefen nu kunde koncentrera sig på att ha översikt då man hade plats för en skytt. 
Sovjets stridsvagnsproduktion utklassade alla andra länder utom USA. Detta gjordes genom en hänsynslös standardisering av några få konstruktioner och att man struntade i mindre kvalitetsförbättringar och ändrade konstruktionerna endast när ändringarna skulle innebära stora förbättringar av prestanda.

## USA
Huvudartikel: Amerikanska stridsvagnar under andra världskriget
USA producerade mer stridsvagnar under Andra världskriget än något annat land. USA:s produktion utrustade inte bara amerikanska styrkor utan även de franska styrkorna (efter 1942), Storbritanniens armé och andra allierade nationer. Liksom Sovjet hade USA valt några bra grundkonstruktioner och gick in för standardiseringar. 
Före USA:s inträde i kriget hade armén endast tillgång till ett litet antal stridsvagnar. Den lätta M2-serien var den viktigaste. Dessa lätta stridsvagnar var mycket pålitliga rent mekaniskt och hade hög rörlighet. Dock så hade de en hög profil eftersom den använde radialmotorer från flygplan. Några få M2:or sattes in i strid i Guadalcanal. Lätta stridsvagnen M3 kom 1941 och var en förbättring av M2 med bättre pansar och en 37 mm kanon. 1940 påbörjades produktionen av den mellantunga stridsvagnen M2A1, som var en hopplöst usel konstruktion med sitt tunna pansar och höga siluett. Den hade dock inte mindre än 7 kulsprutor som kompletterade en 37 mm kanon.
Med början 1940 förbereddes nya konstruktioner för produktion. Slaget om Frankrike hade visat hur viktiga mellantunga stridsvagnar var för modern krigföring och US Army ville ha en mellantung stridsvagn med en 75 mm kanon. Detta skulle bli den berömda M4 Sherman, som blev den viktigaste stridsvagnen för de väst-allierade under kriget.
De första amerikanska stridsvagnar som hamnade i strid i kriget var lätta stridsvagnen M3 och mellantunga M3 Grant, vilka båda hade stora brister men som ändå var det bästa som de väst-allierade hade att komma med. De var trots allt överlägsna de flesta tyska stridsvagnarna, då de hade bättre pansar och eldkraft vid tiden för inträdet i kriget. Den lätta M3 hade ungefär samma beväpning som Storbritanniens kryssarstridsvagnar i öknen, men den amerikanska vagnen var betydligt mer pålitlig mekaniskt. M3s 37 mm kanon var kraftigare än kanonerna som de tyska spaningsstridsvagnarna bar. Det officiella namnet på lätta M3 var "Stuart", men den fick smeknamnet "Honey" av trupperna. M3 och uppgraderingen M5 var i tjänst under hela kriget. 1943 hade dock utvecklingen sprungit ifrån M3s numera futtiga 37 mm kanon vilket gjorde att vagnen snabbt förlorade i stridsvärde, men man hade ingen ersättare för den. Lätta stridsvagnen T7 med bättre pansar och en 57 mm kanon föreslogs som efterföljare 1943, men blev aldrig satt i produktion.
M3 Grants introduktion i öknen sommaren 1942 gav äntligen britterna en kanon som kunde matcha tyskarnas stridsvagnar och pansarvärnskanoner bättre än britternas egna 2-pundare och 6-pundare. Fast brittiska 6-pundaren (57 mm) hade bättre genomslagsförmåga än M3s 75 mm kanon så hade den en betydligt mindre spränggranat. Grant kunde framgångsrikt anfalla tyska pansarvärnskanoner som tidigare hade stått britterna dyrt och var hyfsat effektiv mot de tyska mellantunga stridsvagnarna under den första tiden efter sin introduktion. En stor brist var dock att huvudbeväpningen var monterad i chassit och inte hade så stor riktförmåga, särskilt åt vänster. Grant hade även en 37 mm kanon monterad i ett torn, men detta ledde till att vagnen fick väldigt hög profil. Vagnen var en nödlösning och togs ur tjänst efter slutet på kriget i Nordafrika. Den fortsatte dock i tjänst i Röda Armén en period och fick kallades där 'graven för sju bröder' av sina besättningar.
Den viktigaste konstruktionen från USA var utan tvekan mellantunga stridsvagnen M4 Sherman. M4 blev den mest producerade stridsvagnen under Andra världskriget näst efter Sovjets T-34 och användes av alla allierade styrkor under kriget tack vare Lend-lease-programmet. M4orna blev USA:s, Storbritanniens, Kanadas, Frankrikes, Polens och Kinas huvudsakliga stridsvagn. M4 var jämförlig med tyska Panzer III och Panzer IV när den togs i tjänst 1942. Över 4 000 Shermans skickades till Sovjet i mitten av 1943. M4 kunde matcha sina vanligaste motståndare Panzer IV och tyska pansarvärnskanonvagnar genom hela kriget men under senare delen av 1943 hade Panther- och Tiger-stridsvagnarna börjat utgöra ett mycket allvarligt hot mot Sherman.
Felaktig amerikansk pansar-doktrin gjorde att M4 aldrig fick en ordentlig kanon under 1944-45. Doktrinen gick ut på att stridsvagnar skulle användas primärt för infanteri-understöd och utnyttjande av genombrott. Strid men andra stridsvagnar skulle skötas av pansarvärnstrupperna, utrustade med pansarvärnskanonvagnar som M10 och släpade kanoner. GMCs M10 hade dåligt pansar och ett öppet torn med en 3 tums kanon som var kraftig mätt med 1942s mått.
Tekniskt sett var M4s konstruktion fullt kapabel att bära större kanoner än 75 mm och 76 mm kanonerna som de fick i fabriken. Britterna monterade in sin utmärkta 17-punds kanon i ungefär 25% av de brittiska vagnarna (Sherman Firefly), vilket gav dem möjligheter att faktiskt kunna bekämpa andra generationens tyska stridsvagnar. 17-pundaren saknade dock en bra spränggranat och passade därför dåligt för bekämpning av mjuka mål. Efter kriget monterade israeliska armén till och med en 105 mm kanon på M4. Under kriget hade Sherman dock mycket svårt mot Panther och Tiger-vagnarna.